# Garalaowit
Garalaowit är ett studioalbum av den svenska hiphop- och rapgruppen Labyrint. Albumet släpptes 14 maj 2014 och är gruppens andra studioalbum.
Bilden till albumet skapat av José David Hildebrand.

## Låtlista
1. Intro
2. Swerje (Feat. Dani M)
3. Fortfarande Gsunda
4. Jagbaesån
5. Bublaks År (Skit)
6. Bizzlord
7. Sagostunden Intro (Feat. Mattias Rosendahl)
8. Sagostunden E Slut
9. Motattack
10. Starta Inget!
11. Chilla Lide (Feat. Amsie Brown)
12. Se Upp!
13. Officiella Kampanjlåten
14. Fakkin Fin
15. Cypher I Bunkern (Feat. Linda Pira, Stor, Mohammed Ali, Carlito, Dani M & Amsie Brown)
16. Prata Ut